# Phyllachora corallina
Phyllachora corallina är en svampart som beskrevs av Höhn. 1909. Phyllachora corallina ingår i släktet Phyllachora och familjen Phyllachoraceae.   Inga underarter finns listade i Catalogue of Life.